# بازدارنده آپوپتوز
بازدارنده آپوپتوز (انگلیسی: Inhibitor of apoptosis) گروهی از ملکول‌ها و پروتئین‌ها هستند که بیشتر از طریق راه درون سلولی عمل کرده و مانع از آپوپتوز یا مرگ برنامه‌ریزی‌شدهٔ سلول می‌شوند.
جهش در ژن‌های سازندهٔ این پروتئین‌ها ممکن است منجر به بروز سرطان یا سایر بیماری‌ها شود. بسیاری از این پروتئین‌ها کارشان را از طریق بلوکه‌کردن فعالیت کاسپازها انجام می‌دهند. کاسپازها گروهی از سیستئین پروتئازها هستند که نقش بسیار مهمی در فرایند آپوپتوز دارند.
از جمله بازدارنده‌های آپوپتوز می‌توان به خانوادهٔ «Bcl-2»، «پروتئین‌های بازدارندهٔ آپوپتوز» (IAP's) و «بازدارندهٔ crmA ویروسی» اشاره کرد.